# Sindrome di Anton
La sindrome di Anton, nota anche come cecità di Anton e anosognosia visiva, è un insieme di sintomi di un raro danno cerebrale che si verifica nel lobo occipitale, per lo più in seguito ad ischemia. Coloro che ne sono affetti sono corticalmente ciechi, ma affermano, spesso in modo abbastanza irremovibile e di fronte alla chiara evidenza della loro cecità, di essere in grado di vedere. Non accettando di essere ciechi, le persone con la sindrome di Anton respingono le prove della loro condizione e impiegano la confabulazione per riempire l'input sensoriale mancante (le persone affette da questa sindrome tuttavia sono veramente convinte di poter vedere, non si tratta semplicemente di negazione). Prende il nome dal neurologo Gabriel Anton. Sono stati pubblicati solo 28 casi.
Sebbene a volte i due termini siano usati come sinonimi, la sindrome di Anton non deve essere confusa con la sindrome di Anton-Babinski, che è caratterizzata clinicamente da trascuratezza sensoriale controlaterale, anosognosia con associata indifferenza verso la condizione (anosodiaforia), costruzione e aprassia nella vestizione Archiviato il 22 aprile 2020 in Internet Archive.

## Presentazione
La sindrome di Anton si manifesta principalmente a seguito di un ictus, ma può anche essere vista dopo un trauma cranico. Il neurologo Macdonald Critchley lo descrive così: 
 L'improvviso sviluppo della disfunzione occipitale bilaterale può produrre effetti fisici e psichici transitori in cui la confusione mentale può essere rilevante. Potrebbero passare alcuni giorni prima che i parenti, o il personale infermieristico, si imbattano nel fatto che il paziente è diventato effettivamente senza vista. Questo non solo perché il paziente di solito non offre volontariamente le informazioni che sono diventati ciechi, ma inganna il suo entourage comportandosi e parlando come se fossero avvistati. Tuttavia, viene destata attenzione quando si scopre il paziente scontrarsi con mobili, cadere su oggetti e avere difficoltà ad orientarsi. Potrebbero provare a camminare attraverso un muro o attraverso una porta chiusa sulla sua strada da una stanza all'altra. Il sospetto è ancora ulteriormente allertato quando iniziano a descrivere persone e oggetti che li circondano e che, di fatto, non ci sono affatto.

 Quindi abbiamo i sintomi gemelli di anosognosia (o mancanza di consapevolezza del difetto) e di confabulazione, questi ultimi influenzano sia la parola che il comportamento. 
 La sindrome di Anton può essere idealmente pensata come l'opposto della cecità, che si verifica quando parte del campo visivo non viene vissuto coscientemente, ma in realtà si verifica una percezione affidabile.

## Eziologia
La causa per cui i pazienti con la sindrome di Anton negano la cecità non è noto, anche se ci sono molte teorie. Un'ipotesi è che il danno alla corteccia visiva provoca l'incapacità di comunicare con le aree del linguaggio del cervello. Le immagini visive vengono ricevute ma non possono essere interpretate; i centri del linguaggio del cervello confabulano una risposta.
I pazienti hanno anche riportato anosognosia visiva dopo aver sperimentato una malattia cerebrale vascolare ischemica. Un uomo di 96 anni, che è stato ricoverato in un pronto soccorso lamentando un forte mal di testa e un'improvvisa perdita della vista, è stato scoperto di avere una trombosi dell'arteria cerebrale posteriore con conseguente perdita della vista. Sosteneva categoricamente di essere in grado di vedere nonostante un esame oftalmologico che provasse il contrario. Una risonanza magnetica del suo cervello ha dimostrato che il suo lobo occipitale destro era ischemico. Allo stesso modo, una donna di 56 anni è stata ricoverata al pronto soccorso in uno stato confuso e con abilità psicomotorie gravemente handicappate. I movimenti oculari e i riflessi della pupilla erano ancora intatti, ma la paziente non era in grado di nominare gli oggetti e non era a conoscenza dei cambiamenti di luce nella stanza e sembrava inconsapevole del suo deficit visivo.

## Storia
La maggior parte dei casi di sindrome di Anton sono riportati da adulti. Nel 2007 l'European Journal of Neurology ha pubblicato un articolo che esamina un caso di un bambino di sei anni con sindrome di Anton e le prime fasi dell'adrenoleucodistrofia. Secondo quanto riferito, il bambino aveva movimenti oculari anormali, spesso cadeva, cercava cose e spesso non raggiungeva il suo obiettivo. Quando la sua vista fu testata, non era ancora in grado di leggere le grandi lettere sulla carta. Ha negato di avere mal di testa, diplopia o dolore agli occhi e sembrava non preoccuparsi e inconsapevole della sua scarsa vista. All'esame, le sue pupille erano isocoriche, rotonde e reattive alla luce. Sua madre ha commentato che il bimbo aveva sviluppato movimenti oculari insoliti.

## Nella cultura di massa
- La sindrome di Anton è stata descritta in un episodio in due parti della serie televisiva House MD, intitolata "Euforia", sebbene sia stata attribuita alla meningoencefalite amebica primaria, una malattia che di solito non causa la sindrome nella vita reale.
- La sindrome è ben visibile nel romanzo di Rupert Thomson The Insult. È anche menzionato nel romanzo di fantascienza Blindsight, di Peter Watts.
- Viene spesso menzionato come "Cecità di Anton" come una delle principali metafore de Il valore del nulla di Raj Patel.
- Nel film Dogville di Lars von Trier, il personaggio di Jack McKay si comporta come se potesse vedere ma dà molti segni che non può.
- La sindrome è anche il tema principale del film malese Desolasi (Desolazione), in cui i pazienti vivono nel loro mondo di immaginazione, mentre non sono in grado di vedere il mondo reale.
- È anche menzionato nell' opera Un antropologo su Marte di Oliver Sacks.